# 天岳街道
天岳街道是中华人民共和国湖南省岳陽市平江县下辖的一个街道办事处。

## 行政区划
天岳街道下辖以下村级行政区划单位：
大西社区、长冲社区、金窝村、仙若村、潘洪村、新合村、密岩寨村、黛屏源村、狮岩村、葛藤坪村、新联村、平源村。